# Impasse du Pèlerin
L'impasse du Pèlerin est une voie située dans le quartier des Épinettes du 17e arrondissement de Paris.

## Situation et accès
L'impasse du Pèlerin est desservie à proximité par la gare de la Porte de Clichy et la station de métro Porte de Clichy.

## Origine du nom

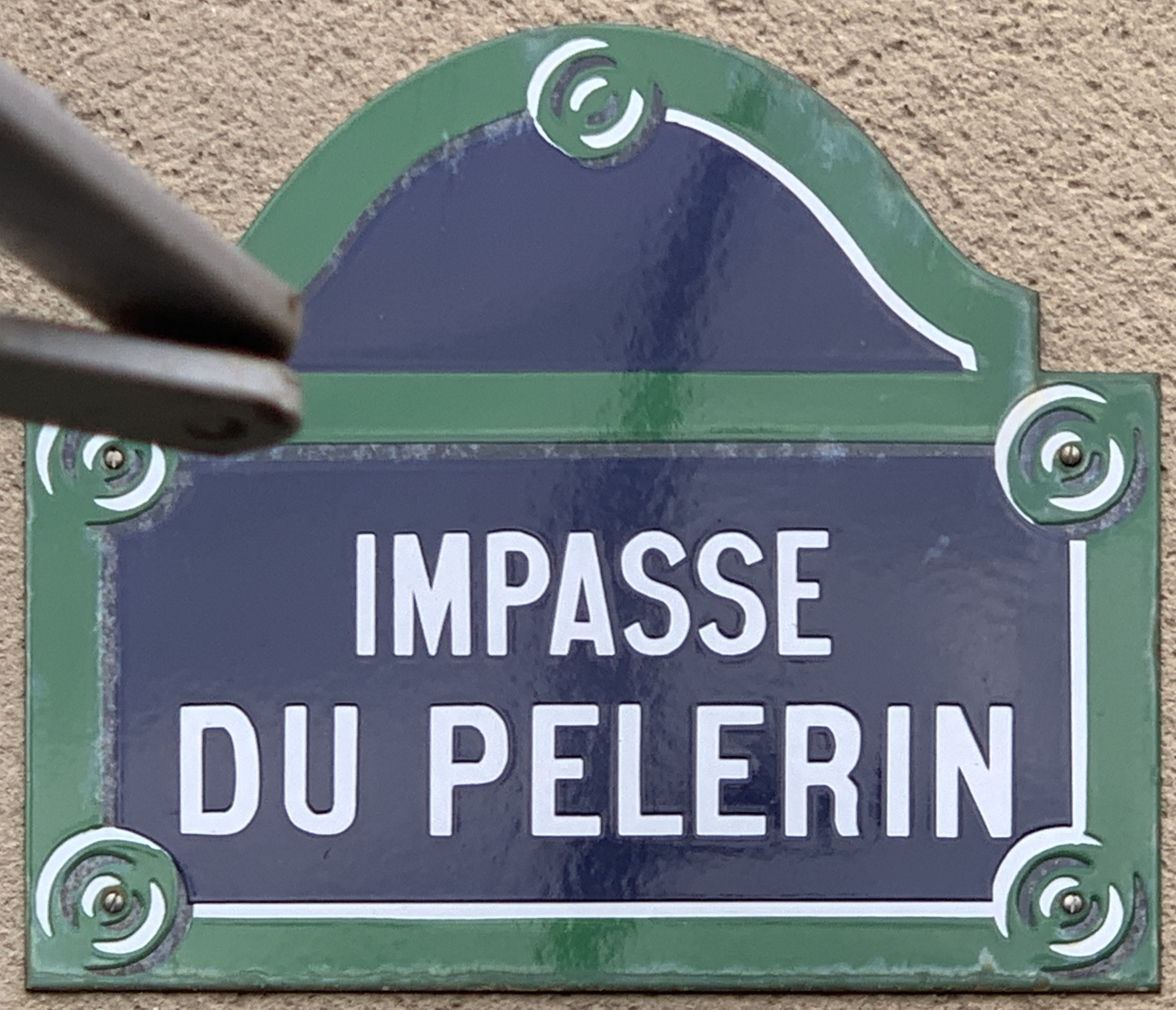
Plaque de l'impasse.

Le nom de cette voie rappelle les pèlerinages faits pour Jacques le Majeur, l'un des Douze Apôtres de Jésus-Christ.

## Historique
Ancienne « impasse Saint-Jacques », cette voie prend sa dénomination actuelle par un arrêté du 1er février 1877.
Elle est fermée à la circulation publique par un arrêté municipal du 17 février 1993.